# Haynes (Arkansas)
Pour les articles homonymes, voir Haynes.
Haynes est un village situé dans l’État américain de l'Arkansas, dans le comté de Lee.